# 장태훈 (1994년)
장태훈(張泰勳, 1994년 6월 17일 ~ )은 대한민국의 배우 겸 모델이다.

## 학력
- 2010년 ~ 2013년 서라벌고등학교
- 2014년 ~ 2019년 경희대학교 경영학과 학사

## 경력
- 2019년 잡지 MRRM 모델

## 연기 활동

### 텔레비전 드라마
- 2019년 웹드라마 《세상 잘 사는 지은씨 2》
- 2020년 웹드라마 《로맨스, 토킹》 - 태영 역
- 2020년 KBS 2TV 《비밀의 남자》 - 한유명 역
- 2021년 KBS 1TV 《태종 이방원》 - 이제 역

### 연극
- 2020년 《명구씨, 참 열심히 산다》 - 명구 역

## 연기 외 활동

### 광고
- 2019년 제너시스비비큐 BBQ 치킨 서프라이드
- 2019년 콘텐츠웨이브 WAVVE
- 2019년 한빛 KOREA GLOW (태국 / 인도네시아)

### 화보
- 2019년 MRRM HONGKONG
- 2019년 MILK MAGAZINE HONGKONG
- 2019년 HSBC PRINTING
- 2019년 BOSSINI 2019 F / W